# باب هرود
باب هرود (انگلیسی: Bob Herrod؛ 1866 – 1918 (aged 52)) بازیکن فوتبال اهل پادشاهی متحد بریتانیای کبیر و ایرلند بود.
از باشگاه‌هایی که در آن بازی کرده‌است می‌توان به باشگاه فوتبال دونکستر راورز و باشگاه فوتبال لستر سیتی اشاره کرد.